# مجلس الأمن الوطني (الكويت)
 مجلس الأمن الوطني في دولة الكويت هو مجلس تأسس في 4 مارس 1997 ويتولى المجلس العمل على ضمان سلامة وأمن الوطن ووضع السياسات الإستراتيجية والبرامج والخطط لتحقيق هاذا الغرض وفي 3 يونيو 2024 صدر مرسومًا بإلغاء المجلس. 

## تشكيل المجلس
وفقاً للمرسوم رقم 25 لسنة 2021 يشكل مجلس الأمن الوطني برئاسة ولي العهد وعضوية: 
- رئيس الحرس الوطني
- رئيس مجلس الوزراء
- نائب رئيس الحرس الوطني
- نائب رئيس مجلس الوزراء وزير الدفاع
- وزير الدولة لشؤون مجلس الوزراء
- وزير المالية
- رئيس جهاز الأمن الوطني